# Baudouinia
Baudouinia Baill., 1866 è un genere di piante appartenenti alla famiglia  delle Fabacee (o Leguminose), endemico del Madagascar.

## Distribuzione e habitat
Il genere è diffuso nelle foreste succulente del Madagascar, un habitat semi-arido presente nella parte centro-occidentale e sud-occidentale dell'isola..

## Tassonomia
Il genere comprende le seguenti specie:
- Baudouinia capuronii Du Puy & R.Rabev.
- Baudouinia fluggeiformis Baill.
- Baudouinia louvelii R.Vig.
- Baudouinia orientalis R.Vig.
- Baudouinia rouxevillei H.Perrier
- Baudouinia sollyiformis Baill.